# Hydrazobenzol
Hydrazobenzol ist eine chemische Verbindung aus der Gruppe der organischen Hydrazinderivate.

## Gewinnung und Darstellung
Hydrazobenzol kann durch Reaktion von Nitrobenzol mit Natriumhydroxid und Zinn(II)-chlorid oder mit Natriumamalgam und anschließende Reaktion des entstehenden Azobenzols mit Zink gewonnen werden.
Auch ein direkter Weg durch Reduktion von zwei Nitrobenzol mit Zink und Natriumhydroxid zu Hydrazobenzol ist möglich.
Ein anderer Weg ist die Synthese von Azoxybenzol durch Kondensation von Nitrosobenzol mit Phenylhydroxylamin und anschließende Reduktion zu Hydrazobenzol.

## Eigenschaften
Hydrazobenzol ist ein farbloser brennbarer Feststoff mit campherartigem Geruch. Er zersetzt sich beim Erhitzen, wobei Anilin und Azobenzol (zum Teil auch Kohlenstoffmonoxid, Kohlenstoffdioxid und nitrose Gase) entstehen können. Die mittels DSC bestimmte Zersetzungswärme beträgt −81 kJ·mol−1 bzw. −442 kJ·kg−1.  Bei Kontakt mit Luft wird Hydrazobenzol oberflächlich zu Azobenzol oxidiert, wodurch sich die Kristalle rot färben. Bei Kontakt mit starken Säuren wird es in Benzidin (Benzidin-Umlagerung) umgewandelt.

## Verwendung
Hydrazobenzol ist ein Zwischenprodukt bei der Herstellung von Pharmazeutika (wie z. B. Phenylbutazon oder Sulfinpyrazon).

## Sicherheitshinweise
Hydrazobenzol ist als krebserzeugend eingestuft.